# Рајнер Вајс
Рајнер „Рај” Вајс (енгл. Rainer "Rai" Weiss; Берлин, 29. септембар 1932) амерички је физичар, познат по доприносу на пољу гравитационе физике и астрофизике. Професор је на MIT-у и ванредни професор LSU. Најбоље је познат по томе што је измислио ласерску интерферометричку технику која је основни принцип рада детектора LIGO. Рајнер Вајс је био директор научне радне групе COBE.
Године 2017, Вајс је добио Нобелову награду за физику — заједно са Кипом Торном и Беријем Баришом, за „одлучујуће доприносе LIGO детектору и опсервацију гравитационих таласа”.

## Детињство и образовање
Рајнер Вајс је рођен 29. септембра 1932. године у Берлину, Вајмарска република (данас Немачка); син је Гертруде Лознер и Фредерика А. Вајса. Његова мајка, хришћанка, била је глумица. Његов отац, физичар, неуролог и психоаналитичар, био је приморан да напусти Немачку због нациста односно јер је био Јевреј и члан Комунистичке партије. Породица је прво избегла у Праг, али су услед немачке окупације Чехословачке по Минхенском споразуму (1938) морали да беже; филантропска породица Стикс из Сент Луиса омогућила им је добију визе и уђу у САД. Вајс је детињство провео у Њујорку, где је похађао Колумбијску гимназију. Студирао је на MIT-у и након што је напустио школовање у првој години вратио се и добио SB (1955) и PhD (1962) од докторског ментора Џеролда Закаријаса. Предавао је на Универзитету Тафтс (1960—1962), био постдокторант на Универзитету Принстон (1962—1964), а потом се придружио MIT-у (1964).

## Постигнућа
Вајс је основао два поља фундаменталног физичког истраживања од свог рођења до зрелог доба: карактеризација космичког позадинског зрачења, те интерферометричка опсервација гравитационих таласа.
Направио је прва мерења спектра космичког микроталасног позадинског зрачења, када је постао кооснивач и научни саветник за Насин сателит COBE (микроталасно позадинско зрачење). Вајс је такође измислио интерферометрички детектор гравитационих таласа, те био кооснивач пројекта NSF LIGO (детекција гравитационих таласа). Оба ова напора су рад и суочавање са изазовима у науци мерења са физиком као веома важном за разумевање универзума.
У фебруару 2016, био је један од пет научника који су на прес-конференцији представили односно потврдили да је прва детекција гравитационих таласа остварена септембра 2015. године. Вајс је добио Нобелову награду за физику 2017.

## Почасти и награде
Рајнер Вајс је добио бројна признања и награде.
- 2006, са Џоном С. Медером, он и COBE тим су добили Груберову награду у космологији.[2]
- 2007, са Роналдом Древером, добио је Награду Ајнштајн за овај рад.[18]
- За постигнуће детекције гравитационих таласа, 2016. и 2017. је добио следеће награде:

- Специјална Награда за фундаменталну физику,
- Груберова награда за космологију,
- Шоова награда,
- Кавлијева награда за астрофизику
- Харвијева награда, са Кипом Торном и Роналдом Древером
- Америчка награда за генијалност, магазина Смитсонијан, у категорији физичке науке; са Кипом Торном и Беријем Баришом
- Награда Вилис Е. Ламб за ласерску науку и квантну оптику, 2017
- Награда принцезе Астурије (2017), заједно са Кипом Торном и Беријем Баришом
- Нобелова награда за физику (2017), заједно са Кипом Торном и Беријем Баришом

## Одабране публикације
- R. Weiss; H.H. Stroke; V. Jaccarino; D.S. Edmonds (1957). „Magnetic Moments and Hyperfine Structure Anomalies of Cs133, Cs135 and Cs137”. Phys. Rev. 105 (2): 590. Bibcode:1957PhRv..105..590S. doi:10.1103/PhysRev.105.590.
- R. Weiss (1961). „Molecular Beam Electron Bombardment Detector”. Rev. Sci. Instr. 32 (4): 397. Bibcode:1961RScI...32..397W. doi:10.1063/1.1717386.
- R. Weiss & L. Grodzins (1962). „A Search for a Frequency Shift of 14.4 keV Photons on Traversing Radiation Fields”. Physics Letters. 1 (8): 342. Bibcode:1962PhL.....1..342W. doi:10.1016/0031-9163(62)90420-1.
- Weiss, Rainer (1963). „Stark Effect and Hyperfine Structure of Hydrogen Fluoride”. Phys. Rev. 131 (2): 659. Bibcode:1963PhRv..131..659W. doi:10.1103/PhysRev.131.659.
- R. Weiss & B. Block (1965). „A Gravimeter to Monitor the OSO Dilational Model of the Earth”. J. Geophys. Res. 70 (22): 5615. Bibcode:1965JGR....70.5615W. doi:10.1029/JZ070i022p05615.
- R. Weiss & G. Blum (1967). „Experimental Test of the Freundlich Red-Shift Hypothesis”. Phys. Rev. 155 (5): 1412. Bibcode:1967PhRv..155.1412B. doi:10.1103/PhysRev.155.1412.
- R. Weiss (1967). „Electric and Magnetic Field Probes”. Amer. J. Phys. 35 (11): 1047. Bibcode:1967AmJPh..35.1047W. doi:10.1119/1.1973723.
- R.Weiss and S. Ezekiel (1968). „Laser-Induced Fluorescence in a Molecular Beam of Iodine”. Phys. Rev. Lett. 20 (3): 91. Bibcode:1968PhRvL..20...91E. doi:10.1103/PhysRevLett.20.91.
- R. Weiss & D. Muehlner (1970). „A Measurement of the Isotropic Background Radiation in the Far Infrared”. Phys. Rev. Lett. 24 (13): 742. Bibcode:1970PhRvL..24..742M. doi:10.1103/PhysRevLett.24.742.
- R. Weiss (1972). „Electromagnetically Coupled Broadband Gravitational Antenna” (PDF). Quarterly Progress Report, Research Laboratory of Electronics, MIT. 105: 54.
- R. Weiss & D. Muehlner (1973). „Balloon Measurements of the Far Infrared Background Radiation”. Phys. Rev. D. 7 (2): 326. Bibcode:1973PhRvD...7..326M. doi:10.1103/PhysRevD.7.326.
- R. Weiss & D. Muehlner (1973). „Further Measurements of the Submillimeter Background at Balloon Altitude”. Phys. Rev. Lett. 30 (16): 757. Bibcode:1973PhRvL..30..757M. doi:10.1103/PhysRevLett.30.757.
- R. Weiss & D.K. Owens (1974). „Measurements of the Phase Fluctuations on a He-Ne Zeeman Laser”. Rev. Sci. Inst. 45 (9): 1060. doi:10.1063/1.1686809.
- R. Weiss, D.K. Owens & D. Muehlner (1979). „A Large Beam Sky Survey at Millimeter and Submillimeter Wavelengths Made from Balloon Altitudes”. Astrophysical Journal. 231: 702. Bibcode:1979ApJ...231..702O. doi:10.1086/157235.
- R. Weiss; P.M. Downey; F.J. Bachner; J.P. Donnelly; W.T. Lindley; R.W. Mountain; D.J. Silversmith (1980). „Monolithic Silicon Bolometers”. Journal of Infrared and Millimeter Waves. 1.
- R. Weiss (1980). „Measurements of the Cosmic Background Radiation”. Annual Review of Astronomy and Astrophysics. 18: 489. Bibcode:1980ARA&A..18..489W. doi:10.1146/annurev.aa.18.090180.002421.
- R. Weiss (1980). „The COBE Project”. Physica Scripta. 21 (5): 670. Bibcode:1980PhyS...21..670W. doi:10.1088/0031-8949/21/5/016.
- R. Weiss; S.S. Meyer & A.D. Jeffries (1983). „A Search for the Sunyaev-Zel'dovich Effect at Millimeter Wavelengths”. Astrophys. J. Lett. 271: L1. Bibcode:1983ApJ...271L...1M. doi:10.1086/184080.
- R. Weiss; M. Halpern; R. Benford; S. Meyer; D. Muehlner (1988). „Measurements of the Anisotropy of the Cosmic Background Radiation and Diffuse Galactic Emission at Millimeter and Submillimeter Wavelengths”. Astrophys. J. 332: 596. Bibcode:1988ApJ...332..596H. doi:10.1086/166679.
- R. Weiss; J.C. Mather; E.S. Cheng; R.E. Eplee Jr.; R.B. Isaacman; S.S. Meyer; R.A. Shafer; E.L. Wright; C.L. Bennett; N.W. Boggess; E. Dwek; S. Gulkis; M.G. Hauser; M. Janssen; T. Kelsall; P.M. Lubin; S.H. Moseley Jr.; T.L. Murdock; R.F. Silverberg; G.F. Smoot; D.T. Wilkinson (1990). „A Preliminary Measurement of the Cosmic Microwave Background Spectrum by the Cosmic Background Explorer (COBE) Satellite”. Astrophys. J. 354: L37. Bibcode:1990ApJ...354L..37M. doi:10.1086/185717.
- R. Weiss; G. Smoot; C. Bennett; R. Weber; J. Maruschak; R. Ratliff; M. Janssen; J. Chitwood; L. Hilliard; M. Lecha; R. Mills; R. Patschke; C. Richards; C. Backus; J. Mather; M. Hauser; D. Wilkenson; S. Gulkis; N. Boggess; E. Cheng; T. Kelsall; P. Lubin; S. Meyer; H. Moseley; T. Murdock; R. Shafer; R. Silverberg; E. Wright (1990). „COBE Differential Microwave Radiometers: Instrument Design and Implementation”. Astrophys. J. 360: 685. Bibcode:1990ApJ...360..685S. doi:10.1086/169154.
- R. Weiss (1990). „Interferometric Gravitational Wave Detectors”.  Ур.: N. Ashby; D. Bartlett; W. Wyss. Proceedings of the Twelfth International Conference on General Relativity and Gravitation. Cambridge University Press. стр. 331.
- R. Weiss; D. Shoemaker; P. Fritschel; J. Glaime; N. Christensen (1991). „Prototype Michelson Interferometer with Fabry-Perot Cavities”. Applied Optics. 30 (22): 3133—8. Bibcode:1991ApOpt..30.3133S. PMID 20706365. doi:10.1364/AO.30.003133.